# Szczepan Dąbrowski
Szczepan Dąbrowski pseud. Ludwik (ur. 22 listopada 1900 w Lesznowoli w powiecie grójeckim, zm. 26 grudnia 1943 w Kielcach) – stolarz, działacz komunistyczny, członek Komunistycznej Partii Polski (KPP), członek centralnego kierownictwa Stowarzyszenia Przyjaciół ZSRR, Związku Walki Wyzwoleńczej (ZWW), działacz Polskiej Partii Robotniczej (PPR).

## Życiorys
Syn małorolnego chłopa Józefa, ukończył szkołę powszechną, po czym terminował u stolarza w Grójcu i w Warszawie. Od 1922 członek Komunistycznej Partii Polski (KPP), organizował komórki partyjne na Ochocie i Okęciu. Od 1927 był delegatem fabrycznym fabryki tytoniowej w Warszawie. 1931–1933 był więziony za działalność komunistyczną. Członek Komitetu Okręgowego (KO) KPP Warszawa-Lewa Podmiejska. Podczas wojny domowej w Hiszpanii organizował wyjazdy polskich ochotników i brał udział w pomocy dla republikanów. 1 maja 1938 podczas wygłaszania przemówienia na wiecu pierwszomajowym został aresztowany i przez prawie rok był więziony
We wrześniu 1939 brał udział w walkach w obronie Warszawy. W czasie okupacji hitlerowskiej organizował na Okęciu i Ochocie grupy komunistyczne związane ze Stowarzyszeniem Przyjaciół ZSRR i RRR-Ch "Młot i Sierp", a następnie ze Związkiem Walki Wyzwoleńczej (ZWW). W kwietniu 1941 został wybrany do centralnego kierownictwa Stowarzyszenia Przyjaciół ZSRR. Pod koniec 1941 stał na czele kierownictwa warszawskiej organizacji ZWW. Po powstaniu Polskiej Partii Robotniczej (PPR) w styczniu 1942 natychmiast wstąpił w jej szeregi. Od końca stycznia 1942 był sekretarzem Komitetu Dzielnicowego (KD) PPR Ochota-Okęcie i członkiem KO PPR Warszawa-Lewa Podmiejska. W lutym 1942 w jego mieszkaniu odbyło się organizacyjne posiedzenie KO PPR Warszawa-Lewa Podmiejska. Wiosną 1942, zagrożony aresztowaniem, udał się na pogranicze Kieleckiego i Radomskiego w celu organizowania oddziałów Gwardii Ludowej (GL). W końcu grudnia 1943 został zabity w Kielcach przez żołnierzy polskiego podziemia, którzy uznali go za niebezpiecznego komunistę. Pośmiertnie awansowany na kapitana i odznaczony Orderem Krzyża Grunwaldu III klasy.